# Nazionale maschile di football americano dell'Argentina
La nazionale di football americano dell'Argentina (Selección de fútbol americano de Argentina) è la selezione maggiore maschile di football americano della FAA che rappresenta l'Argentina nelle varie competizioni ufficiali o amichevoli riservate a squadre nazionali.

## Risultati
Legenda: Grassetto: Risultato migliore, Corsivo: Mancate partecipazioni

## Dettaglio stagioni

### Amichevoli
| Stagione | Vin | Par | Per | Tot | PF | PS | avversaria |
| -------- | --- | --- | --- | --- | -- | -- | ---------- |
| 2017     | 0   | 0   | 1   | 1   | 0  | 38 | Brasile    |
| Totale   | 0   | 0   | 1   | 1   | 0  | 38 |            |

### Tornei

#### Silver Bowl
| Stagione | regular season | regular season | regular season | regular season | regular season | regular season | playoff | playoff | playoff | playoff | playoff | playoff   | playoff    |
|          | Vin            | Par            | Per            | Tot            | PF             | PS             | Vin     | Per     | Tot     | PF      | PS      | risultato | avversaria |
| -------- | -------------- | -------------- | -------------- | -------------- | -------------- | -------------- | ------- | ------- | ------- | ------- | ------- | --------- | ---------- |
| 2005     | -              | -              | -              | -              | -              | -              | 0       | 1       | 1       | 0       | 24      | Secondi   | Uruguay    |
| 2006     | -              | -              | -              | -              | -              | -              | 0       | 1       | 1       | 6       | 7       | Secondi   | Uruguay    |
| 2007     | -              | -              | -              | -              | -              | -              | 1       | 0       | 1       | 24      | 9       | Campioni  | Uruguay    |
| 2010     | -              | -              | -              | -              | -              | -              | 1       | 0       | 1       | 22      | 6       | Campioni  | Uruguay    |
| 2011     | -              | -              | -              | -              | -              | -              | n.d.    | n.d.    | n.d.    | 3       | 0       | Campioni  | Uruguay    |
| 2012     | -              | -              | -              | -              | -              | -              | n.d.    | n.d.    | n.d.    | 12      | 0       | Campioni  | Uruguay    |
| 2013     | -              | -              | -              | -              | -              | -              | n.d.    | n.d.    | n.d.    | 35      | 6       | Campioni  | Uruguay    |
| Totale   | -              | -              | -              | -              | -              | -              | 2       | 2       | 4       | 103     | 52      |           |            |

#### Tazón de los Libertadores
| Stagione | regular season | regular season | regular season | regular season | regular season | regular season | playoff | playoff | playoff | playoff | playoff | playoff | playoff   |            |
|          | Vin            | Par            | Per            | Tot            | PF             | PS             | Vin     | Par     | Per     | Tot     | PF      | PS      | risultato | avversaria |
| -------- | -------------- | -------------- | -------------- | -------------- | -------------- | -------------- | ------- | ------- | ------- | ------- | ------- | ------- | --------- | ---------- |
| 2015     | -              | -              | -              | -              | -              | -              | 1       | 0       | 0       | 1       | 38      | 19      | Campioni  | Cile       |
| Totale   | -              | -              | -              | -              | -              | -              | 1       | 0       | 0       | 1       | 38      | 19      |           |            |

### Riepilogo partite disputate
| Anno              | Luogo             | Evento                    | Fase del torneo | Incontro                                 | Risultato         |
| ottobre 2005      |                   | Amichevole                |                 | Argentina - ULACYT Warriors              | 0 - 30            |
| ottobre 2005      | Montevideo        | Silver Bowl I             |                 | Uruguay - Argentina                      | 24 - 0            |
| 30 settembre 2006 | Buenos Aires      | Silver Bowl II            |                 | Argentina - Uruguay                      | 6 - 7             |
| 7 ottobre 2007    | Montevideo        | Silver Bowl III           |                 | Uruguay - Argentina                      | 9 - 24            |
| 4 dicembre 2008   | Buenos Aires      | Silver Bowl IV            |                 | Argentina - Uruguay                      | partita sospesa   |
| 2010              | Buenos Aires      | Amichevole                |                 | Argentina - Claremont–Mudd–Scripps Stags | 0 - 49            |
| 4 dicembre 2010   | Buenos Aires      | Silver Bowl V             |                 | Argentina - Uruguay                      | 22 - 6            |
| 3 dicembre 2011   | Montevideo        | Silver Bowl VI            |                 | Uruguay - Argentina                      | 0 - 3             |
| 1º dicembre 2012  | Montevideo        | Silver Bowl VII           |                 | Uruguay - Argentina                      | 0 - 12            |
| 25 maggio 2013    | Buenos Aires      | Amichevole                |                 | Argentina - Pacific University Boxers    | 0 - 49            |
| 7 dicembre 2013   | Buenos Aires      | Silver Bowl VIII          |                 | Argentina - Uruguay                      | 35 - 6            |
| 22 dicembre 2013  | San Paolo         | Amichevole                |                 | Brasile - Argentina                      | partita annullata |
| 19 dicembre 2015  | Santiago del Cile | Tazón de los Libertadores |                 | Cile - Argentina                         | 19 - 38           |
| 16 dicembre 2017  | Belo Horizonte    | Amichevole                |                 | Brasile - Argentina                      | 38 - 0            |
| 2018              | Cuiabá            | Amichevole                |                 | Mato Grosso - Argentina                  | ? - ?             |

## Confronti con le altre Nazionali
Questi sono i saldi dell'Argentina nei confronti delle Nazionali incontrate.

### Saldo positivo
| Nazionale | Giocate | Vinte | Pareggiate | Perse | PF | PS | Ultima vittoria | Ultimo pari | Ultima sconfitta |
| --------- | ------- | ----- | ---------- | ----- | -- | -- | --------------- | ----------- | ---------------- |
| Cile      | 1       | 1     | 0          | 0     | 38 | 19 | 2015            | -           | -                |

### Saldo in pareggio
| Nazionale | Giocate | Vinte | Pareggiate | Perse | PF | PS | Ultima vittoria | Ultimo pari | Ultima sconfitta |
| --------- | ------- | ----- | ---------- | ----- | -- | -- | --------------- | ----------- | ---------------- |
| Uruguay   | 4       | 2     | 0          | 2     | 52 | 46 | 2010            | -           | 2006             |

### Saldo negitivo
| Nazionale | Giocate | Vinte | Pareggiate | Perse | PF | PS | Ultima vittoria | Ultimo pari | Ultima sconfitta |
| --------- | ------- | ----- | ---------- | ----- | -- | -- | --------------- | ----------- | ---------------- |
| Brasile   | 1       | 1     | 0          | 0     | 0  | 38 | -               | -           | 2017             |

## Roster storici
| Roster dell'Argentina - Brasile-Argentina 2017 |
| --- |
| Quarterback - 9 Leonardo García Degrazia - 4 Francisco López Running Back - 13 Augusto Bazán - 85 Juan Cruz Elizalde FB - 22 Gonzalo Musso - 32 Carlos Terrini Wide Receiver - 18 Mathias Crespi - 16 Tomas Kouba - 11 Federico Poy - 83 Marcelo Steinborn Tight End - 86 Raúl Bertorello - 80 Pablo Catalá - 82 Nicolás Moresi Offensive Linemen - 51 Pablo Guido Bianchi - 72 Pablo Mauricio Blanch - 58 Tomas Caruso - 68 Leandro García Novak - 77 Jorge Mardenlli - 78 Sebastián Mihelj - 73 Vasil Mospan - 60 Federico Notaris Narbaiz - 69 Iván Partal - 54 Marcelo Valencia - 75 Andrés Zappia Defensive Linemen - 7 Emanuel Angeletti DE - 88 Jonathan Barth DE - 95 Mariano Nicosia DT - 89 Ivan Raies DE - 90 Kevin Rotella DE - 98 Stefano Scorza DT - 92 Guillermo Seelig DE - 99 Brian Tomada DT Linebacker - 55 Cristian Brangold - 45 Miguel Martin y Herrera - 44 Facundo Mazzini - 28 Franco Pellechia - 42 Lars Riecke Defensive Back - 26 Ignacio Colauti S - 5 Franco Franceschetti CB - 21 Tomas Grois CB - 36 Tomas Mandelli CB - 30 Matias Peinado S - 33 Javier Torres S - 52 Stefano Zucchi S Special Team - 19 Gonzalo Paredes K Roster aggiornato al 10 gennaio 2025 |